# Putte SK
K. Putte SK is een Belgische voetbalclub uit Putte-Kapellen. De club is aangesloten bij de KBVB met stamnummer 3874 en heeft geel en zwart als kleuren. 

## Geschiedenis
In 1925 werd in Putte een club opgericht met de naam Sint-Dionysius FC, die zich ook onder deze naam een eerste maal aansloot bij de Belgische Voetbalbond. In 1928 werd de clubnaam gewijzigd in Putte SK. Door een onenigheid met de Antwerpsche Sportkring Urbain en een boete van de bond werd de club in 1931 van de bondslijsten geschrapt. Men ging dan lokaal spelen bij de Vlaamse Voetbalbond. Twaalf jaar na de schrapping, in 1943, kon Putte SK zich na vereffening van een boete van 1.500 Belgische frank terug aansluiten bij de nationale voetbalbond. Hierbij werd het huidige stamnummer verkregen. Putte ging er in de provinciale reeksen spelen.
Putte SK bleef in de verschillende provinciale reeksen spelen. Na twee opeenvolgende degradaties in 2007 en 2008 zakte het van Tweede naar Vierde Provinciale.